# Suzuki Advanced Sump System
Het Suzuki Advanced Sump System (SASS) is een smeersysteem van Suzuki-motorfietsen.
Dit is het smeersysteem van de Suzuki M 1800 R Intruder (2006), waarbij het carter uit een droge- en een natte helft bestaat. In de natte helft draait de versnellingsbak, in het droge deel de krukas. Het natte carter dient dus feitelijk als olietank voor het droge deel, dat als een dry-sumpsysteem werkt. Het doel van het systeem is - door het ontbreken van een oliepan - de motor laag in het frame te kunnen hangen en toch nog enige grondspeling over te houden.